# Turcas (tortura)
Las turcas son un instrumento de tortura. Es un tornillo de banco simple, con pernos que sobresalen en las superficies interiores. Se colocaban los pulgares o los dedos de la víctima en el tornillo de banco y se aplastaban lentamente y se arrancaban las uñas. Las turcas también se aplicaban para arrancar las uñas de los dedos de los pies de los prisioneros.